# Green Cove Springs
Green Cove Springs è una città degli Stati Uniti d'America situata in Florida, nella Contea di Clay, della quale è anche il capoluogo.